# Crianças mártires de Tlaxcala
Cristobal, Antonio e Juan, conhecidos também como as crianças mártires de Tlaxcala, foram os primeiros leigos católicos americanos que foram martirizados em defesa da fé católica no México. Os nomes dos 3 crianças foram Cristobal, Antonio e Juan, que estavam entre os primeiros evangelizada pelos franciscanos e dominicanos frades imediatamente após a conquista, embora não seja conhecido exatamente sua data de nascimento, são conhecidos por ter morrido Cristobal em 1527 e Antonio e Juan, em 1529.